# Intertoto-Cup 1974
Der 8. Intertoto-Cup wurde im Jahr 1974 ausgespielt. Das Turnier wurde mit 40 Mannschaften ausgerichtet.

## Gruppenphase

### Gruppe 1
| Pl. | Verein              | Sp. | S | U | N | Tore    | Diff. | Punkte |
| --- | ------------------- | --- | - | - | - | ------- | ----- | ------ |
| 1.  | FC Zürich           | 6   | 5 | 1 | 0 | 014:500 | +9    | 11:10  |
| 2.  | Hertha BSC          | 6   | 3 | 1 | 2 | 010:700 | +3    | 07:50  |
| 3.  | Östers IF           | 6   | 2 | 0 | 4 | 007:800 | −1    | 04:80  |
| 4.  | SV Austria Salzburg | 6   | 1 | 0 | 5 | 003:140 | −11   | 02:10  |

|                     | Schweiz | Deutschland Bundesrepublik | Schweden | Osterreich |
| ------------------- | ------- | -------------------------- | -------- | ---------- |
| FC Zürich           |         | 3:2                        | 1:0      | 5:2        |
| Hertha BSC          | 1:1     |                            | 1:0      | 2:0        |
| ! Östers IF         | 0:2     | 2:4                        |          | 3:0        |
| SV Austria Salzburg | 0:2     | 1:0                        | 0:2      |            |

### Gruppe 2
| Pl. | Verein            | Sp. | S | U | N | Tore    | Diff. | Punkte |
| --- | ----------------- | --- | - | - | - | ------- | ----- | ------ |
| 1.  | Hamburger SV      | 6   | 5 | 0 | 1 | 014:600 | +8    | 10:20  |
| 2.  | Vitória Guimarães | 6   | 4 | 0 | 2 | 015:800 | +7    | 08:40  |
| 3.  | Djurgårdens IF    | 6   | 2 | 1 | 3 | 009:140 | −5    | 05:70  |
| 4.  | Neuchâtel Xamax   | 6   | 0 | 1 | 5 | 007:170 | −10   | 01:11  |

|                   | Deutschland Bundesrepublik | Portugal | Schweden | Schweiz |
| ----------------- | -------------------------- | -------- | -------- | ------- |
| Hamburger SV      |                            | 2:0      | 2:0      | 5:2     |
| Vitória Guimarães | 3:1                        |          | 5:0      | 5:2     |
| Djurgårdens IF    | 1:3                        | 3:1      |          | 4:2     |
| Neuchâtel Xamax   | 0:1                        | 0:1      | 1:1      |         |

### Gruppe 3
| Pl. | Verein           | Sp. | S | U | N | Tore    | Diff. | Punkte |
| --- | ---------------- | --- | - | - | - | ------- | ----- | ------ |
| 1.  | Malmö FF         | 6   | 4 | 1 | 1 | 012:700 | +5    | 09:30  |
| 2.  | Slavia Prag      | 6   | 3 | 0 | 3 | 012:800 | +4    | 06:60  |
| 3.  | FK Austria Wien  | 6   | 2 | 1 | 3 | 006:120 | −6    | 05:70  |
| 4.  | AS Saint-Étienne | 6   | 2 | 0 | 4 | 006:900 | −3    | 04:80  |

|                  | Schweden | Tschechoslowakei | Osterreich | Frankreich |
| ---------------- | -------- | ---------------- | ---------- | ---------- |
| Malmö FF         |          | 3:2              | 4:1        | 3:0        |
| Slavia Prag      | 3:0      |                  | 0:1        | 3:0        |
| FK Austria Wien  | 1:1      | 2:3              |            | 1:0        |
| AS Saint-Étienne | 0:1      | 2:1              | 4:0        |            |

### Gruppe 4
| Pl. | Verein               | Sp. | S | U | N | Tore    | Diff. | Punkte |
| --- | -------------------- | --- | - | - | - | ------- | ----- | ------ |
| 1.  | Standard Lüttich     | 6   | 4 | 0 | 2 | 013:700 | +6    | 08:40  |
| 2.  | Bohemians ČKD Praha  | 6   | 2 | 3 | 1 | 010:800 | +2    | 07:50  |
| 3.  | Fortuna Düsseldorf   | 6   | 2 | 1 | 3 | 010:140 | −4    | 05:70  |
| 4.  | Kjøbenhavns Boldklub | 6   | 1 | 2 | 3 | 009:130 | −4    | 04:80  |

|                      | Belgien | Tschechoslowakei | Deutschland Bundesrepublik | Danemark |
| -------------------- | ------- | ---------------- | -------------------------- | -------- |
| Standard Lüttich     |         | 3:0              | 4:1                        | 3:1      |
| Bohemians ČKD Praha  | 3:1     |                  | 4:1                        | 1:1      |
| Fortuna Düsseldorf   | 0:1     | 1:1              |                            | 4:3      |
| Kjøbenhavns Boldklub | 2:1     | 1:1              | 1:3                        |          |

### Gruppe 5
| Pl. | Verein                  | Sp. | S | U | N | Tore    | Diff. | Punkte |
| --- | ----------------------- | --- | - | - | - | ------- | ----- | ------ |
| 1.  | Slovan Bratislava       | 6   | 5 | 0 | 1 | 009:100 | +8    | 10:20  |
| 2.  | 1. FC Kaiserslautern    | 6   | 2 | 2 | 2 | 008:900 | −1    | 06:60  |
| 3.  | Grasshopper Club Zürich | 6   | 2 | 1 | 3 | 009:120 | −3    | 05:70  |
| 4.  | Åtvidabergs FF          | 6   | 1 | 1 | 4 | 005:900 | −4    | 03:90  |

|                         | Tschechoslowakei | Deutschland Bundesrepublik | Schweiz | Schweden |
| ----------------------- | ---------------- | -------------------------- | ------- | -------- |
| Slovan Bratislava       |                  | 1:0                        | 4:0     | 1:0      |
| 1. FC Kaiserslautern    | 1:0              |                            | 3:3     | 1:0      |
| Grasshopper Club Zürich | 0:1              | 3:1                        |         | 3:2      |
| Åtvidabergs FF          | 0:2              | 2:2                        | 1:0     |          |

### Gruppe 6
| Pl. | Verein             | Sp. | S | U | N | Tore    | Diff. | Punkte |
| --- | ------------------ | --- | - | - | - | ------- | ----- | ------ |
| 1.  | Spartak TAZ Trnava | 6   | 3 | 2 | 1 | 007:500 | +2    | 08:40  |
| 2.  | SK VÖEST Linz      | 6   | 3 | 1 | 2 | 013:700 | +6    | 07:50  |
| 3.  | Wisła Krakau       | 6   | 2 | 3 | 1 | 007:500 | +2    | 07:50  |
| 4.  | AIK Solna          | 6   | 1 | 0 | 5 | 005:150 | −10   | 02:10  |

|                    | Tschechoslowakei | Osterreich | Polen 1944 | Schweden |
| ------------------ | ---------------- | ---------- | ---------- | -------- |
| Spartak TAZ Trnava |                  | 2:1        | 0:0        | 2:1      |
| SK VÖEST Linz      | 1:0              |            | 2:0        | 6:1      |
| Wisła Krakau       | 2:2              | 1:1        |            | 1:0      |
| AIK Solna          | 0:1              | 3:2        | 0:3        |          |

### Gruppe 7
| Pl. | Verein        | Sp. | S | U | N | Tore    | Diff. | Punkte |
| --- | ------------- | --- | - | - | - | ------- | ----- | ------ |
| 1.  | MSV Duisburg  | 6   | 4 | 1 | 1 | 024:100 | +14   | 09:30  |
| 2.  | Górnik Zabrze | 6   | 2 | 2 | 2 | 014:170 | −3    | 06:60  |
| 3.  | FC Winterthur | 6   | 2 | 1 | 3 | 011:150 | −4    | 05:70  |
| 4.  | Hvidovre IF   | 6   | 1 | 2 | 3 | 008:150 | −7    | 04:80  |

|               | Deutschland Bundesrepublik | Polen 1944 | Schweiz | Danemark |
| ------------- | -------------------------- | ---------- | ------- | -------- |
| MSV Duisburg  |                            | 6:1        | 4:0     | 6:2      |
| Górnik Zabrze | 3:3                        |            | 1:3     | 3:0      |
| FC Winterthur | 2:4                        | 3:4        |         | 1:0      |
| Hvidovre IF   | 2:1                        | 2:2        | 2:2     |          |

### Gruppe 8
| Pl. | Verein         | Sp. | S | U | N | Tore    | Diff. | Punkte |
| --- | -------------- | --- | - | - | - | ------- | ----- | ------ |
| 1.  | Baník Ostrava  | 6   | 3 | 3 | 0 | 008:300 | +5    | 09:30  |
| 2.  | Legia Warschau | 6   | 3 | 2 | 1 | 011:400 | +7    | 08:40  |
| 3.  | Vejle BK       | 6   | 1 | 2 | 3 | 004:900 | −5    | 04:80  |
| 4.  | IFK Norrköping | 6   | 1 | 1 | 4 | 004:110 | −7    | 03:90  |

|                | Tschechoslowakei | Polen 1944 | Danemark | Schweden |
| -------------- | ---------------- | ---------- | -------- | -------- |
| Baník Ostrava  |                  | 1:1        | 2:0      | 1:0      |
| Legia Warschau | 1:1              |            | 2:0      | 2:0      |
| Vejle BK       | 0:0              | 0:4        |          | 1:1      |
| IFK Norrköping | 1:3              | 2:1        | 0:3      |          |

### Gruppe 9
| Pl. | Verein           | Sp. | S | U | N | Tore    | Diff. | Punkte |
| --- | ---------------- | --- | - | - | - | ------- | ----- | ------ |
| 1.  | VSS Košice       | 6   | 4 | 2 | 0 | 021:600 | +15   | 10:20  |
| 2.  | Łódzki KS        | 6   | 2 | 2 | 2 | 008:130 | −5    | 06:60  |
| 3.  | Randers SK Freja | 6   | 2 | 1 | 3 | 012:110 | +1    | 05:70  |
| 4.  | SK Sturm Graz    | 6   | 1 | 1 | 4 | 006:170 | −11   | 03:90  |

|                  | Tschechoslowakei | Polen 1944 | Danemark | Osterreich |
| ---------------- | ---------------- | ---------- | -------- | ---------- |
| VSS Košice       |                  | 1:1        | 6:1      | 6:0        |
| Łódzki KS        | 1:3              |            | 1:1      | 1:0        |
| Randers SK Freja | 1:3              | 5:0        |          | 0:1        |
| SK Sturm Graz    | 2:2              | 3:4        | 0:4      |            |

### Gruppe 10
| Pl. | Verein                | Sp. | S | U | N | Tore    | Diff. | Punkte |
| --- | --------------------- | --- | - | - | - | ------- | ----- | ------ |
| 1.  | GD Fabril do Barreiro | 6   | 3 | 2 | 1 | 008:500 | +3    | 08:40  |
| 2.  | Landskrona BoIS       | 6   | 2 | 3 | 1 | 009:500 | +4    | 07:50  |
| 3.  | Altay İzmir           | 6   | 1 | 3 | 2 | 006:900 | −3    | 05:70  |
| 4.  | Hammarby IF           | 6   | 1 | 2 | 3 | 007:110 | −4    | 04:80  |

|                       | Portugal | Schweden | Turkei | Schweden |
| --------------------- | -------- | -------- | ------ | -------- |
| GD Fabril do Barreiro |          | 1:0      | 2:0    | 1:0      |
| Landskrona BoIS       | 1:1      |          | 1:1    | 4:0      |
| Altay İzmir           | 2:1      | 1:1      |        | 2:2      |
| Hammarby IF           | 2:2      | 1:2      | 2:0    |          |

## Intertoto-Cup Sieger 1974
- FC Zürich
- Hamburger SV
- Malmö FF
- Standard Lüttich
- Slovan Bratislava
- Spartak TAZ Trnava
- MSV Duisburg
- Baník Ostrava
- VSS Košice
- GD Fabril do Barreiro